# Brian Lopes
Brian Thomas Lopes (Mission Viejo, 6 de septiembre de 1971) es un deportista estadounidense que compitió en ciclismo de montaña en las disciplinas de campo a través para cuatro y dual. Ganó seis medallas en el Campeonato Mundial de Ciclismo de Montaña entre los años 2000 y 2007.

## Medallero internacional
| Campeonato Mundial | Campeonato Mundial         | Campeonato Mundial | Campeonato Mundial    |
| Año                | Lugar                      | Medalla            | Competición           |
| ------------------ | -------------------------- | ------------------ | --------------------- |
| 2000               | Sierra Nevada (España)     | Medalla de plata   | Dual                  |
| 2001               | Vail (Estados Unidos)      | Medalla de oro     | Dual                  |
| 2002               | Kaprun (Austria)           | Medalla de oro     | Campo a través para 4 |
| 2003               | Lugano (Suiza)             | Medalla de bronce  | Campo a través para 4 |
| 2005               | Livigno (Italia)           | Medalla de oro     | Campo a través para 4 |
| 2007               | Fort William (Reino Unido) | Medalla de oro     | Campo a través para 4 |